# Situl arheologic „Cetatea de la Cotnari”
Situl arheologic „Cetatea de la Cotnari” este situat pe dealul Cătălina și este compus dintr-o cetate fortificată ce datează din Epoca Fierului. Cetatea geto – dacică de pe platoul Cătălina datată ca aparținând secolului IV î.e.n (Hallstatt). Astăzi e deschisă spre  vizitare o amplă secțiune arheologică situată pe valul de apărare; un important element al organizării teritoriale din acea perioadă, valul permite înțelegerea sistemului de construcție și structurile acestuia.